# Линейная поляризация

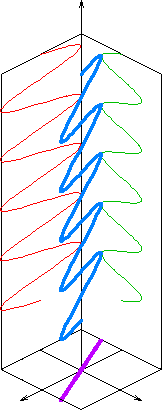
Диаграмма с изображением электрического поля световой волны (синий цвет), линейно поляризованной в плоскости (фиолетовый цвет) и состоящей из двух ортогональных разностных компонент (красный и зелёный цвета)

Линейная поляризация или плоскостная поляризация электромагнитного излучения — разновидность поляризации волн, при которой вектор электрического или магнитного поля ограничен строго одним направлением и строго одной плоскостью. В случае линейной поляризации её эллипс вырождается в отрезок прямой линии, определяющий положение плоскости поляризации. Вектором электрического поля определяется ориентация линейно поляризованной электромагнитной волны (т.е. если вектор электрического поля будет вертикальным, то и излучение будет вертикально поляризованным).

## Математическое описание линейной поляризации
Решение уравнения электромагнитной волны для классической синусоидальной плоской волны в электрических и магнитных полях выглядит следующим образом:
{\displaystyle \mathbf {E} (\mathbf {r} ,t)=\mid \mathbf {E} \mid \mathrm {Re} \left\{|\psi \rangle \exp \left[i\left(kz-\omega t\right)\right]\right\}}
{\displaystyle \mathbf {B} (\mathbf {r} ,t)={\hat {\mathbf {z} }}\times \mathbf {E} (\mathbf {r} ,t)/c}
Здесь k — волновое число,
{\displaystyle \omega _{}^{}=ck}
является угловой частотой волны, а {\displaystyle c} — скорость света.
В данном случае {\displaystyle \mid \mathbf {E} \mid } — амплитуда поля, тогда
{\displaystyle |\psi \rangle \ {\stackrel {\mathrm {def} }{=}}\ {\begin{pmatrix}\psi _{x}\\\psi _{y}\end{pmatrix}}={\begin{pmatrix}\cos \theta \exp \left(i\alpha _{x}\right)\\\sin \theta \exp \left(i\alpha _{y}\right)\end{pmatrix}}}
является вектором Джонса в плоскости x-y.
Волна является линейно поляризованной, если равными являются углы фаз {\displaystyle \alpha _{x}^{},\alpha _{y}}, то есть
{\displaystyle \alpha _{x}=\alpha _{y}\ {\stackrel {\mathrm {def} }{=}}\ \alpha }.
В таком случае волна линейно поляризована под углом  {\displaystyle \theta } по отношению к горизонтальной оси (оси x), и вектор Джонса может быть выражен следующим образом:
{\displaystyle |\psi \rangle ={\begin{pmatrix}\cos \theta \\\sin \theta \end{pmatrix}}\exp \left(i\alpha \right)}.
Векторы состояния для линейной поляризации в x или y — частные случаи данного вектора состояния.
Если единичные векторы таковы, что 
{\displaystyle |x\rangle \ {\stackrel {\mathrm {def} }{=}}\ {\begin{pmatrix}1\\0\end{pmatrix}}}
{\displaystyle |y\rangle \ {\stackrel {\mathrm {def} }{=}}\ {\begin{pmatrix}0\\1\end{pmatrix}}},
тогда поляризация в плоскости x-y может быть выражена следующим образом
{\displaystyle |\psi \rangle =\cos \theta \exp \left(i\alpha \right)|x\rangle +\sin \theta \exp \left(i\alpha \right)|y\rangle =\psi _{x}|x\rangle +\psi _{y}|y\rangle }.
В целом, если волны {\displaystyle E_{1}} и {\displaystyle E_{2}} имеют или одинаковые фазы, или фазы разностью 180°, то сумма их векторов представляет собой линейно поляризованную волну с вектором поляризации, направленным под углом {\displaystyle \theta =\operatorname {arth} {E_{2} \over E_{1}}} к оси вектора {\displaystyle e_{1}} и с амплитудой {\displaystyle E={\sqrt {E_{1}^{2}+E_{2}^{2}}}}. Если же их фазы разные, то волна будет поляризована эллиптически.

## Векторы и матрицы Джонса
В зависимости от направления поляризации света векторы Джонса могут принимать разный вид. В частности, выделяются следующие векторы Джонса для линейной поляризации:
- {\displaystyle {\vec {J}}={\begin{pmatrix}1\\0\end{pmatrix}}} при горизонтальной поляризации;
- {\displaystyle {\vec {J}}={\begin{pmatrix}0\\1\end{pmatrix}}} при вертикальной поляризации;
- {\displaystyle {\vec {J}}={1 \over {\sqrt {2}}}{\begin{pmatrix}1\\0\end{pmatrix}}} при поляризации под углом +45°;
- {\displaystyle {\vec {J}}={1 \over {\sqrt {2}}}{\begin{pmatrix}0\\1\end{pmatrix}}} при поляризации под углом -45°.

Разным оптическим элементам соответствуют следующие матрицы Джонса:
- {\displaystyle {\begin{pmatrix}1&0\\0&0\end{pmatrix}}} для горизонтального линейного поляризатора;
- {\displaystyle {\begin{pmatrix}0&0\\0&1\end{pmatrix}}} для вертикального линейного поляризатора;
- {\displaystyle {1 \over 2}{\begin{pmatrix}1&1\\1&1\end{pmatrix}}} для линейного поляризатора под углом +45°;
- {\displaystyle {1 \over 2}{\begin{pmatrix}1&-1\\-1&1\end{pmatrix}}} для линейного поляризатора под углом -45°.